# Aerosmith
Aerosmith es una banda estadounidense de rock  formada en Boston en 1970. Está integrada por Steven Tyler (cantante), Joe Perry (guitarra), Tom Hamilton (bajo), Joey Kramer (batería) y Brad Whitford (guitarra). Conocidos también como "Los chicos malos de Boston" o "Toxic Twins" –apelativo por el que se conoce a sus dos líderes por su histórica adicción a las drogas–, su sonido, agresivamente rítmico, tiene raíces en el blues, y contribuyó a establecer el sonido del hard rock y pop rock entre los años 1981 y 1990.
Aunque Perry y Whitford regresaron en 1984 y la banda firmó un contrato de grabación con Geffen Records, no sería hasta el lanzamiento en 1987 del álbum Permanent Vacation en que la banda recuperaría el nivel de popularidad que había experimentado en la década de 1970. A lo largo de las décadas de los 80 y 90, la banda obtendría varios éxitos y ganaría numerosos premios musicales con los álbumes Pump (1989), Get a Grip (1993), y Nine Lives (1997). Su regreso fue descrito como uno de los momentos más importantes y espectaculares de la historia del rock and roll. Después de 46 años de dar conciertos, la banda tenía prevista una gira de despedida en 2017, pero dicha gira tuvo que ser pospuesta debido a que Steven Tyler tuvo problemas de salud. En 2024 anunciaron su retiro definitivo.
Aerosmith es una de las bandas con mayor número de ventas de todos los tiempos, también tienen el récord de ser el grupo estadounidense con mayor número de discos de oro y platino. La banda ha conseguido 21 entradas al Top 40 del Billboard Hot 100, nueve números uno en el Mainstream Rock Tracks, cuatro premios Grammy, y diez MTV Video Music Awards. Han sido incluidos en el Salón de la Fama del Rock en el 2001, y en 2005 fueron clasificados n.º 57 en la lista de los 100 mejores artistas de todos los tiempos de la revista Rolling Stone.

## Historia

### Formación (1969-1971)
En 1964 Steven Tyler forma su propia banda, llamada The Strangeurs (Más tarde Chain Reaction), con Don Solomon en Nuevo Hampshire. Mientras tanto, Perry y Hamilton forman la banda Jam Band (comúnmente conocida como "Joe Perry's Jam Band") basada en el sonido del blues. Hamilton y Perry se mudan a Boston, Massachusetts en septiembre. En 1969 Chain Reaction y Jam Band tocan en el mismo concierto. A Tyler inmediatamente le gusta el sonido de Jam Band y pensó que si tomaba lo clásico de su padre, y lo juntaba con la dinamicidad y el sentimiento de esa banda, tal vez podrían tener algo. En octubre de 1970, las bandas se volverían a encontrar y considerarían la propuesta. Tyler, quien había sido el baterista y vocalista de Chain Reaction, rechazaría tocar la batería en la nueva banda, ya que quería ser a toda costa el líder y vocalista; por esa razón contactarían con Joey Kramer, baterista de Yonkers, en Nueva York, que conocía a Tyler y que siempre había soñado tocar en una banda con él. El resto estuvo de acuerdo, y la nueva banda se formó, aunque todavía faltaba un nombre.
Los miembros de la banda pasaban las tardes experimentando con drogas y viendo reposiciones de Los Tres Chiflados. Kramer contó que él escribía en la escuela la palabra Aerosmith en sus cuadernos. El nombre le vino a la cabeza después de escuchar el álbum de Harry Nilsson, Aerial Ballet, nombre que estaba relacionado con un homenaje al acto circense aéreo que hacían los abuelos de Nilsson, saltando a través de un biplano. Al principio, los compañeros de banda lo rehusaron, ya que creyeron que se refería al libro al que fueron forzados a leer en la clase de inglés en la escuela secundaria. "No, no Arrowsmith", explicó Kramer, A-E-R-O... Aerosmith". La banda decidió llamarse así después de haber considerado "The Bananas", "Stit Jane" y "Spike Jones".
Poco tiempo después, la banda agregó a Ray Tabano, un amigo de la infancia de Tyler, como guitarrista rítmico, y comenzaron a tocar en shows locales. Aerosmith tuvo su primer concierto en Mendon, Massachusetts, en la Escuela Secundaria Nipmuc Regional en 1970. En 1971, como Tabano tenía problemas con el resto de la banda, decidieron reemplazarlo por Brad Whitford. Whitford había asistido a la universidad de Berklee School of Music y había formado parte de la banda Earth Inc. A la banda le encantó la idea de tener a dos diferentes estilos de guitarristas, como Kramer los describe: "[Brad] era muy limpio y ordenado en su modo de tocar y Joe era descuidado y seguía otro ritmo". Whitford, de Reading, Massachusetts, había tocado en AW Coolidge Middle School de Reading. Quitando el período de julio de 1979 a abril de 1984, la formación de Tyler, Perry, Hamilton, Whitford y Kramer se ha mantenido igual.
Comenta Kramer en un capítulo en vivo del programa de VH1 "That Metal Show" que, cuando la discográfica los contrató para grabar su primer disco, este se emocionó tanto que le dijo a Joe Perry: - ¿Puedes creerlo?, realmente está pasando, somos un grupo de rock exitoso, grabaremos discos, saldremos de gira, seremos famosos y seremos los mejores amigos!". A lo que Perry le contestó: - No tenemos que ser amigos para tocar en un grupo y ser famosos.

### Contrato discográfico,Aerosmith,Get Your WingsyToys in the Attic(1971-1975)
Después de formar la banda y completar la formación en 1971, comenzaron ganando algo de éxito local haciendo shows en vivo. Originalmente reservada través de la Agencia Ed Malhoit, la banda firmaría un contrato promocional con Frank Connelly y finalmente aseguraría un contrato de representación con David Krebs y Steve Leber en 1972. Krebs y Leber invitaron al presidente de Columbia Records, Clive Davis, a ver a la banda en el club nocturno Max's Kansas City en la ciudad de Nueva York en 1971. La canción "No Surprize", del álbum Night in the ruts, cuenta la historia de cómo fueron descubiertos. Aerosmith firmaría un contrato con Columbia a mediados de 1972 por un total de $125 mil y publicarían su álbum debut, Aerosmith. Lanzado en enero de 1973, el álbum alcanzaría la posición número 166. El álbum contenía una base de rock and roll sencillo con influencias de blues bien definidas, estableciendo las bases del sonido característico de blues-rock de Aerosmith. Aunque el puesto más alto del álbum lo conseguiría Dream On llegando al puesto 59, varios temas (como "Mama Kin" y "Walkin the dog") se convertirían en elementos indispensables en los shows en vivo de la banda, siendo emitidos frecuentemente en las radios de rock. La banda alcanzaría el disco de oro, vendiendo finalmente dos millones de copias y siendo certificada doble platino luego de que alcanzara el éxito comercial más de una década después. Luego de estar de gira constantemente, la banda lanzaría su segundo álbum Get your wings en 1974, el primero de una serie de álbumes multiplatino producidos por Jack Douglas. El álbum, contenía los éxitos de las radios de rock "Same Old Song and Dance" y "Train Kept A-Rollin'", una versión previamente hecha por The Yardbirds también incluía varios favoritos de los fanes, como "Lord of thighs", "Seasons of wither", y "S.O.S (Too Bad)", canciones más oscuras que se convertirían en representativas en los shows en vivo de la banda. Hasta la fecha, Get your wings ha vendido tres millones de copias.
Fue Toys in the Attic de 1975, sin embargo, el que establecería a Aerosmith en el rango de estrellas internacionales, compitiendo con sus contemporáneos Led Zeppelin y los Rolling Stones. Inicialmente siendo tomados burlonamente como simples imitaciones de los Rolling Stones, en parte, debido al parecido físico entre los líderes de ambas bandas, Steven Tyler y Mick Jagger. Sin embargo, Toys in the Attic probaría que Aerosmith era una única y talentosa banda en todo su derecho, siendo un éxito inmediato, comenzando con el sencillo "Sweet Emotion", el cual se convertiría en el primer hit Top 40 de la banda. Este sería seguido por el exitoso relanzamiento de "Dream On", el cual alcanzaría el puesto 6, convirtiéndose en el mayor éxito de la banda en los años 1970. "Walk this way", relanzado en 1976, alcanzaría el Top 10 a principios de 1977.
Además, "Toys in the Attic" y "Big Ten Inch Record" (Una canción originalmente grabada por Bull Moose Jackson) se convertirían en claves para los conciertos. Como resultado de este éxito, los dos álbumes anteriores reaparecerían en las listas. Toys in the Attic se convertiría en el álbum de estudio más vendido en los Estados Unidos de la banda, con ocho millones de copias vendidas certificadas. La banda saldría de gira en apoyo de Toys in the Attic, obteniendo mucho más reconocimiento del cosechado hasta ese momento. Durante esos años, Aerosmith establecería su base de operaciones "The Wherehouse" en Waltham, Massachusetts, en donde ensayaría y grabaría música, así como también haría negocios.

### Rocks, Draw the lineyLive! Bootleg(1976-1978)
El siguiente álbum de Aerosmith fue Rocks (1976). Fue platino rápidamente y destacó dos éxitos FM, "Last child" y "Back in the saddle", además de la balada "Home tonight", la cual también figuró en las listas. Rocks ha vendido cuatro millones de copias hasta la fecha. Tanto Toys in the Attic como Rocks son altamente aclamados, especialmente en el género rock, y apareció en la lista de Rolling Stone Los mejores 500 álbumes de la historia y son citados por los Guns N' Roses, Def Leppard y Black Sabbath como influencias en su música. Poco después de que Rocks fue lanzado, la banda continuó de gira densamente, esta vez encabezando sus propios shows y tocando en varios estadios grandes y festivales de rock.
El siguiente álbum, Draw the line (1977), no fue tan exitoso ni aclamado como sus dos previos esfuerzos, aunque la canción "Draw the line" demostró ser un gran éxito (y sigue siendo una canción principal en vivo) y "Kings and Queens" también experimentó algo de éxito. Este álbum vendió dos millones de copias; sin embargo, el abuso de drogas y el ritmo agobiante de las giras y de las grabaciones comenzaron a afectar su rendimiento. Mientras seguían con giras y grabando a fines de la década de 1970, Aerosmith actuó en la versión cinematográfica de Sgt. Pepper's Lonely Hearts Club Band. Su versión del éxito "Come together" de The Beatles fue incluido en la banda de sonido del álbum y sería el último éxito del Top 40 de la banda por casi 10 años. El lanzamiento del álbum en vivo, Live! Bootleg, originalmente lanzado como un álbum doble, salió en 1978 y capturó la crudeza de la banda durante el apogeo de la gira de Draw the line. El vocalista Steven Tyler y el guitarrista Joe Perry empezaron a ser conocidos como los "gemelos tóxicos" por su notorio abuso de drogas y alcohol dentro y fuera del escenario.

### Salidas de Perry y Whitford,Night in the rutsyRock in a Hard Place(1979-1983)
En medio de la grabación del sexto álbum de estudio, Night in the ruts (1979), Joe Perry dejó la banda y formó The Joe Perry Project. Perry fue reemplazado al principio por el viejo amigo de la banda y compositor Richard Supa y luego por el guitarrista Jimmy Crespo (antiguamente de la banda Flame). Night in the ruts rápidamente bajó en las listas (sin embargo, fue platino varios años después), y su único sencillo fue el cover de The Shangri-Las, "Remember (Walking in the Sand)", el cual llegó a la posición 67.
La banda siguió de gira en apoyo a Night in the ruts con el nuevo guitarrista Jimmy Crespo a bordo, pero en 1981 la popularidad de la banda había disminuido. Steven Tyler colapsó sobre el escenario durante una actuación en Portland, Maine, a principios de 1980. También en 1980 Aerosmith lanzó su álbum de grandes éxitos Greatest Hits. Él álbum resultó ser el más vendido de la banda en Estados Unidos con 11 millones copias vendidas. En otoño de 1980, Tyler sufrió una herida en un serio accidente de motocicleta, el cual lo dejó hospitalizado por dos meses, incapaz de salir de gira o grabar hasta 1981. En 1981, la banda sufrió otra pérdida con la salida de Brad Whitford, quien grabó Whitford/St. Holmes con el antiguo guitarrista y vocalista de Ted Nugent, Derek St. Holmes. Después de haber grabado partes de guitarra para la canción "Lighting Strikes", Whitford fue reemplazado por Rick Dufay y la banda grabó su séptimo álbum de estudio Rock in a Hard Place en 1982. El álbum fue comercialmente débil, solo fue disco de oro y cosechó un sencillo moderadamente exitoso, "Lighting Strikes". Durante la gira de Rock in a Hard Place, Tyler nuevamente colapsó sobre el escenario, esta vez en el show del regreso de la banda en Worcester, Massachusetts, después de haberse drogado junto a Joe Perry, quien se reunió con Aerosmith esa noche en el backstage.
El 14 de febrero de 1984, Whitford y Perry vieron a Aerosmith en concierto. Ellos fueron oficialmente reintegrados a la banda una vez más dos meses después. Steven Tyler recuerda:

Deberías haber sentido el zumbido en el momento en que los cinco de nosotros nos reunimos en la misma habitación por primera vez de nuevo. Todos empezamos a reírnos —fue como si los cinco años nunca hubiesen pasado—. Sabíamos que habíamos hecho el movimiento correcto.
Steven Tyler.

### Back in the Saddle Tour, la reunión de la banda,Done With Mirrorsy rehabilitación de las drogas (1984-1986)
En 1984, Aerosmith se embarcó en una gira de reunión titulada "Back in the Saddle Tour", lo que llevó a realizar el álbum en vivo Classics Live II. Mientras que los conciertos de la gira fueron bien atendidos, estuvo plagado de varios incidentes, en su mayoría atribuidos al consumo de drogas por miembros de la banda. Los problemas no estuvieron aún detrás de la droga, el grupo firmó con Geffen Records y comenzó a trabajar en su retorno. A pesar de la firma de la banda en una nueva compañía discográfica, Columbia continuó cosechando los beneficios de la reaparición de Aerosmith, lanzando el álbum en vivo, Classics Live I and II y otro de colección Gems.
En 1985 la banda lanzó el álbum Done with Mirrors su primer álbum de estudio con Geffen Records y su primer álbum desde la muy publicitada reunión. Mientras que el álbum recibió algunas críticas positivas, solo fue disco de oro y no pudieron producir una generación de un solo golpe, o zumbido con mucho fuera de los confines de las radios de rock. La canción más notable del álbum, fue "Let the Music Do the Talking", de hecho fue una versión de la banda The Joe Perry Project y lanzado en el álbum de la banda con el mismo nombre. Sin embargo, la banda se convirtió en una atracción de conciertos populares, una vez más, la gira de soporte, Done With Mirrors Tour, terminó en 1986. En 1986, Run DMC, realizaron una versión de la canción "Walk this Way", en la que solo aparecieron Tyler y Perry. La canción mezcla el rock and roll con el hip hop, y marcó el verdadero regreso de Aerosmith. La canción alcanzó el puesto número #4 en los puestos del Billboard Hot 100, y el video de Aerosmith ayudó para entrar en una nueva generación.
Sin embargo, los problemas de drogas en la banda continuaban en el camino. En 1986, el cantante Steven Tyler habría completado un programa de rehabilitación de drogas con éxito, bajo la dirección de sus compañeros de banda y del director Tim Collins, quien creyó en el futuro de la banda que no sería brillante si Tyler no recibía el tratamiento. El resto de los miembros de la banda también realizaron programas de rehabilitación por las drogas en el transcurso de los siguientes dos años. Según las autobiografías de la banda, Collins se comprometió en septiembre de 1986 que podía hacer de Aerosmith la banda más grande del mundo para 1990, si todos completaban la rehabilitación de las drogas. Su siguiente álbum fue crucial debido a la decepción comercial de Done With Mirrors, y como los miembros de la banda quedaron completamente en limpio, trabajaron duro para hacer de su siguiente álbum un éxito.

### Permanent VacationyPump(1987-1991)
Permanent Vacation fue lanzado en septiembre de 1987, convirtiéndose en su mayor éxito y el álbum más vendido de la banda en más de una década, vendiendo 5 millones de copias en EE. UU., con sus tres sencillos "Dude (Looks Like A Lady)", "Rag Doll" y "Angel") alcanzando el Top 20 del Billboard Hot 100. La banda realizó un tour con sus compañeros de discográfíca Guns N' Roses, quienes citaron a Aerosmith como su mayor influencia. La gira fue intensa debido a la fuerte lucha de los miembros de Aerosmith por la adicción a las drogas mientras que los Guns N' Roses solo estaban comenzando.
El siguiente álbum de Aerosmith fue aún más exitoso. Pump, lanzado en septiembre de 1989, con sus tres Top 10 sencillos: "What it Takes", "Janie's Got a Gun", y "Love in An Elevator", así como también como otro sencillo que llegó al Top 30, "The Other Side", restableciendo el fuerte poder musical de la banda. Pump recibió buenas críticas y éxito comercial, actualmente vendiendo 7 millones de copias lanzando varios vídeos musicales que estaban en rotación regular en MTV, y logró apariciones en las más grandes revistas musicales. La banda también ganó su primer Grammy en la categoría Best Rock Performance by a Duo or Group with Vocal ('Mejor actuación de rock por un dúo o grupo con vocalista'), por "Janie's Got a Gun". El proceso de grabación de Pump, fue documentado en el video The Making Of Pump, lanzado como DVD. Los videos musicales de los sencillos fueron lanzados en el DVD, Things That Go Pump in the Night, que rápidamente fue platino.
De soporte al álbum Pump, la banda se embarcó a un tour de doce meses, Pump Tour, que se prolongó más por el año 1990. El 21 de febrero de 1990, la banda apareció en Wayne's World, un sketch en Saturday Night Live, debatiendo la caída del comunismo y la Unión Soviética y realizando sus más recientes hits, "Janies Got a Gun" y "Monkey on My Back". El 11 de agosto de 1990, la banda actuó en MTV Unplugged. En octubre de 1990, el tour finalizó, con las primeras actuaciones de la banda en Australia. Ese mismo año, la banda también fue introducida en el Hollywood Rock Walk. En noviembre de 1991, la banda apareció en el episodio de los The Simpsons "Flaming Moe's" y lanzaron el álbum Pandora's Box. En 1992, Tyler y Perry aparecieron en una actuación en vivo con los Guns N' Roses realizando las canciones "Mama Kin" (el cover de Guns N' Roses en 1986) y "Train Kept-A Rollin".

### Get a GripyBig Ones y primera experimentación con el Grunge(1993-1995)
La banda tomó un breve descanso luego de grabar su álbum posterior Pump. A pesar de cambios significativos en la música comercial a principios de la década de 1990, Get a Grip (1993) fue el mismo éxito comercial, convirtiéndose en su primer álbum de Grunge y el primero en debutar en el N.º 1. Los primeros sencillos fueron "Livin' on the Edge" y "Eat the Rich". Aunque muchos críticos no se mostraron impresionados por el enfoque en power ballads de promoción del álbum, los tres sencillos ("Cryin'", "Crazy" y "Amazing") resultaron ser enormes éxitos en la radio y MTV. En los videos de esas canciones aparece la actriz Alicia Silverstone; a quien sus actuaciones provocativas le valieron el título de "La chica Aerosmith" para la primera mitad de la década. La hija de Steven Tyler, Liv, también fue presentada en el vídeo de Crazy. Get a Grip llegaría a vender más de 7 millones de copias solo en los EE. UU., y más de 15 millones de copias en todo el mundo. La banda ganó dos premios Grammy por las canciones de este álbum en la categoría de Mejor Interpretación Rock por un Dúo o Grupo con Vocal:. para "Livin 'on the Edge" en 1994 y "Crazy" en 1995.
Durante la realización de Get a Grip, la gestión y la compañía discográfica presentada en una variedad de colaboradores composición profesional para ayudar a dar a casi todas las canciones del álbum más atractivo comercial, una tendencia que continuaría hasta la década de 2000. Sin embargo, esto llevó a acusaciones de venta que continuaría a lo largo de los años 90. Además de una agotadora gira mundial de 18 meses, en apoyo a Get a Grip, la banda también hizo una serie de cosas para ayudar a promoverse a sí misma y a su álbum apelando a la cultura juvenil, incluyendo la aparición de la banda en la película Wayne's World 2 donde interpretó dos canciones, la aparición de la banda y su música en los videojuegos Revolucion X y Quest for Fame, actuando en Woodstock '94, con su canción "Deuces Are Wild" en The Beavis and Butt-head Experience y la apertura de su propio club, The Mama Kin Music Hall, en Boston, MA, en 1994. Ese mismo año vio el lanzamiento de la compilación de la banda de Geffen Records, titulado Big Ones con sus más grandes éxitos de Permanent Vacation, Pump y Get a Grip, así como tres nuevas canciones, "Deuces Are Wild", "Blind Man", y "Walk on Water", los cuales experimentaron un gran éxito en las listas de rock.

### Nine Livesy "I Don´t Want to Miss a Thing" (1996-2000)
Aerosmith firmó un contrato de $ 30 millones con Columbia Records / Sony Music en 1991, pero había registrado solo tres de sus seis álbumes en contrato con Geffen Records en ese momento (Done with Mirrors, Permanent Vacation, y Pump). Entre 1991 y 1996, lanzaron dos discos más con Geffen (Get a Grip y Big Ones), lo que significaba que tenían cinco álbumes con Geffen en su haber (junto con una recopilación en vivo previsto), lo que significaba que ya podía empezar a grabar para su nuevo contrato con Columbia. La banda se tomó un tiempo libre con sus familias antes de trabajar en su próximo álbum, Nine Lives, que estuvo plagado de problemas personales, incluyendo el despido del director Tim Collins, que de acuerdo con miembros de la banda, habría causado casi el romper la banda. El productor del álbum también fue cambiado de Glen Ballard a Kevin Shirley. Nine Lives fue lanzado en marzo de 1997. Las críticas fueron mixtas, y Nine Lives inicialmente se cayó por las cartas, a pesar de que tuvo una larga vida en las listas de éxito y logró el platino doble vendido en los Estados Unidos, impulsado por sus sencillos, "Falling in Love (Is Hard on the kness)", la balada "Hole in My Soul", y el crossover-pop éxito "Pink" (el cual ganó un premio Grammy en 1999 a la Mejor Interpretación Rock por un Dúo o Grupo con Vocal, su cuarto). El Nine Lives Tour tuvo una duración de dos años, cuál estuvo plagado de problemas, entre ellos el cantante Steven Tyler al lesionarse la pierna en un concierto, y Joey Kramer sufrir quemaduras de segundo grado cuando su coche se incendió en una gasolinera. Sin embargo, la banda lanzó su único N.º 1 hasta la fecha: "I Don't Want to Miss a Thing", tema de amor, escrita por Diane Warren (y sin acreditar, el apoyo de Joe Perry), que formaba parte de la película de 1998 Armageddon protagonizada por la hija de Steven Tyler, Liv. La canción se mantuvo en la cima de las listas durante cuatro semanas y fue nominada para un Premio de la Academia. La canción ayudó a Aerosmith llegar hasta una nueva generación y sigue siendo un elemento básica para la danza lenta. En 1998, se lanzó un álbum en vivo, A Little South of Sanity, que fue montado a partir de actuaciones en el Get a Grip y Nine Lives tour. El álbum fue disco de platino poco después de su lanzamiento. La banda continuó con sus interminables giras mundiales promocionando el álbum Nine Lives y el sencillo "I Don't Want to Miss a Thing".
En 1999, Aerosmith apareció en los estudios Disney de Hollywood, en el Walt Disney World (y más tarde en 2001 en Disneyland París, en el Parque Walt Disney Studios), Rock 'n' Roller Coaster Starring Aerosmith, proporcionando la banda sonora del paseo y el tema. El 9 de septiembre de 1999, Steven Tyler y Joe Perry se reunieron con Run-DMC y Kid Rock para una actuación en colaboración en vivo de "Walk This Way" en los MTV Video Music Awards, un precursor del Girls of Summer Tour. La banda celebró el nuevo milenio con un breve recorrido por Japón, y también contribuyó con la canción "Angel's Eye" para la película de 2000 Los Ángeles de Charlie. En el otoño de 2000 comenzaron a trabajar en su próximo álbum.

### Just Push Play,O, Yeah!y Rocksimus Maximus (2001-2003)
La banda entró en la nueva década apareciendo en el show de medio tiempo en el Super Bowl XXXV, en enero de 2001, junto con las estrellas del pop 'N Sync, Britney Spears, Mary J. Blige y Nelly. Todas las estrellas colaboraron con Aerosmith en una interpretación de "Walk This Way".
En marzo de 2001, la banda lanzó su decimotercero álbum de estudio, Just Push Play, que rápidamente fue disco de platino, y el sencillo "Jaded" el cual apareció en el Top Ten y fue la canción en los comerciales de Dodge. Ellos fueron admitidos en el Rock and Roll Hall of Fame poco después de que su álbum fue lanzado, a finales de marzo de 2001. Aerosmith es la única banda en ser elegida al Hall of Fame con una canción activa en las listas de éxitos (Jaded). Más tarde, ese año, se presentaron como parte del United We Stand: What More Can I Give, concierto benéfico en Washington D. C. para las víctimas del 9/11 y sus familias. La banda regresó a Indianápolis para un show, esa misma noche, como parte de su Just Push Play Tour.
Comenzaron el año 2002 poniendo fin a la gira de Just Push Play, y al mismo tiempo la grabación de sus segmentos del Behind the Music en VH1, que no solo narra la historia de la banda, sino también sus actividades actuales y de turismo. El especial fue uno de los pocos Behind the Music de dos horas de duración. En mayo, Aerosmith interpretó "Theme from Spider-Man" para la banda sonora de la película de 2002 del mismo nombre. En junio 27, realizaron una colaboración con B'z tocando en vivo. Mientras que la FIFA le ofreció a Aerosmith para realizar el evento, la banda aceptó la oferta con la condición de ir en el escenario junto a B'z. En julio de 2002, Aerosmith lanzó O, Yeah! Ultimate Aerosmith Hits, una compilación de dos discos que repasaba su carrera, que incluía el nuevo sencillo "Girls of Summer" y realizaron el Girls of Summer Tour con Kid Rock y Run-DMC como apertura. O, Yeah!, desde entonces ha sido certificado doble platino. MTV honró a Aerosmith con su premio mtvICON en 2002. En las actuaciones se incluían Pink que hizo "Janie's Got a Gun". Shakira interpretó "Dude (Looks Like a Lady)", Kid Rock tocó "Mama Kin" y "Last Child", Train realizó "Dream On" y Creed hizo "Sweet Emotion". Además, contó con testimonios de destacados invitados sorpresa como FireHouse, Janet Jackson, cantante de Limp Bizkit Fred Durst, Green Day, Alicia Silverstone y Mila Kunis.
En 2003, Aerosmith realizó un tour con Kiss titulado Rocksimus Maximus Tour, en preparación para el lanzamiento de su álbum de blues. También realizaron una canción para Rugrats: Vacaciones salvajes, "Lizard Love".

### Honkin' On Bobo,Rockin' The JointyDevil's Got a New Disguise(2004-2006)
La larga promesa de Aerosmith en lanzar su álbum de blues, terminó lanzando el álbum Honkin' on Bobo en 2004. Este fue un retorno a las raíces de la banda, incluyendo la grabación del álbum en sesiones en vivo, trabajando con el exproductor Jack Douglas, y se fijan sus granos de blues-rock. Fue seguida de un DVD en vivo, You Gotta Move, en diciembre de 2004, extraído de actuaciones en la Honkin' on Bobo Tour. "Dream On" fue incluida también en una campaña publicitaria para Buick en 2004.
En 2005 se vio a Steven Tyler aparecer en la película Be Cool. Joe Perry lanzó su álbum homónimo como solista ese mismo año. En los premios Grammy del 2006, fue nominado a la Mejor Interpretación Instrumental de Rock por el tema "Mercy", pero perdió con Les Paul. En octubre de 2005, Aerosmith lanzó un CD / DVD Rockin' The Joint. La banda salió de gira para el Rockin' the Joint Tour, el 30 de octubre con Lenny Kravitz para una gira de otoño / invierno de los espacios en los mayores mercados de EE. UU. La banda planeaba una gira con Cheap Trick en la primavera, llegando a los mercados secundarios de los EE. UU. Casi todos los de esta parte de la gira fue cancelada, sin embargo, las fechas fueron canceladas inicialmente uno por uno hasta el 22 de marzo de 2006, cuando se anunció que el cantante Steven Tyler necesita una cirugía de garganta, y las fechas restantes de la gira fueron canceladas posteriormente.

Aerosmith comenzó a grabar un nuevo álbum el día de las Fuerzas Armadas en 2006. Tyler y Perry realizaron con la Orquesta Boston Pops para su anual el 4 de julio, conciertos en la Explanada en 2006, un hito, ya que fue el primer evento importante o el rendimiento desde que Steven Tyler realizó su cirugía de la garganta. Alrededor de este tiempo, la banda también anunció que iniciaría a partir de la Routte of All Devil con Mötley Crüe a finales de 2006. El 24 de agosto de 2006 se anunció que Tom Hamilton se sometió a tratamientos para cáncer en su garganta. Con el fin de realizar una recuperación completa, se canceló gran parte de Routte of All Devil Tour, por el Hamilton hasta que se recuperó. El exintegrante de The Joe Perry Project, el bajista David Hull, sustituyó a Hamilton hasta su regreso. El 5 de septiembre de 2006, Aerosmith comenzó el tour con Pearl Jam, Maroon 5 y Trixter en Columbus, Ohio. La gira coprotagonizada tomó ambas bandas de anfiteatros en Norteamérica a través de 24 de noviembre. Después de eso, un carro de arena se han añadido unos cuantos, algunos de los cuales estaban con Maroon 5 y Trixter. La gira terminó 17 de diciembre.

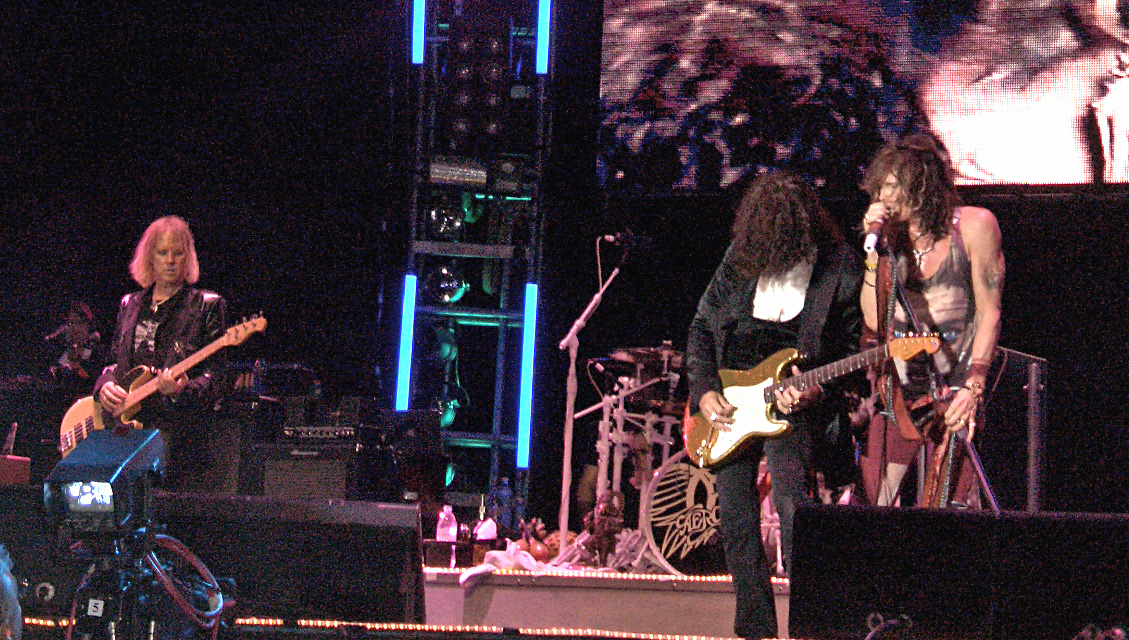
Aerosmith tocando en el Quilmes Rock en Buenos Aires, Argentina, el 15 de abril de 2007

El 17 de octubre de 2006, el álbum recopilatorio, Devil's Got a New Disguise: The Very Best of Aerosmith, fue puesto en libertad. El álbum contenía éxitos anteriores con la incorporación de dos nuevas canciones, "Devil's Got a New Disguise" y "Sedona Sunrise", que eran mayores tomas regrabada para el álbum. "Devil's Got a New Disguise" alcanzó el puesto # 15 en el Mainstream Rock Tracks. El álbum fue la intención de cumplir con contrato de Aerosmith con Sony.

### Disputa entre Perry y Tyler yCocked, Locked, and Ready to Rock Tour(2009-2011)
Tyler se retiró de la planeada gira Sudamericana a fines de 2009 y parecía decidido a llevar a cabo proyectos en solitario, incluyendo su autobiografía "Does the noise in my head bother you?" (en español: "Te molesta el ruido en mi cabeza?"). Tyler le dijo a la revista Classic Rock: "No sé qué voy a hacer todavía, pero definitivamente será algo Steven Tyler: trabajar en mi marca- Marca Tyler". Mientras tanto, el guitarrista Joe Perry estaba de gira por el país a fines de 2009 y en Japón y en Reino Unido a principios de 2010.
En noviembre de 2009, Perry declaró que Tyler no había tenido contacto con la banda y que podría estar a punto de renunciar a Aerosmith. Perry declaró que el resto de la banda estaba "buscando un nuevo cantante con el cual trabajar". Se informó que el cantante Lenny Kravitz se había acercado para ocupar el lugar de Tyler, hecho que Kravitz luego negó.
Sin embargo, a pesar de todos los rumores sobre su salida de la banda, Tyler se unió a The Joe Perry Project sobre el escenario el 10 de noviembre de 2009, en el Fillmore New York en Irving Plaza, y Tyler y Perry cantaron la canción de Aerosmith "Walk this Way" juntos. De acuerdo a fuentes del evento, Tyler le aseguró a la audiencia que el no estaba "dejando Aerosmith".
El 22 de diciembre, la revista People informó que Tyler había entrado a rehabilitación para manejar su adicción a los analgésicos, provocada por lesiones de rodillas, piernas, y pies, resultado de años de actuar. En su declaración, Tyler dijo que estaba agradecido por el apoyo que había recibido, estaba comprometido a hacer las cosas con cuidado, y que estaba ansioso por volver al escenario y de volver al estudio para grabar con sus compañeros de banda.
El 20 de enero de 2010, Perry confirmó que la banda estaba a punto de dar audiciones para un nuevo cantante que reemplazara a Tyler. Perry dijo que la cirugía de Tyler en sus piernas lo "dejarían fuera de la foto", por un máximo de año y medio y que entretanto el resto de la banda quería continuar tocando. Perry también dijo que la banda seguiría dispuesta a continuar trabajando con Tyler si este quería. En respuesta, el abogado de Tyler envió a la banda y a su mánager una carta de "cese y desista" y amenazó con emprender acciones legales adicionales contra ambos, si la banda no interrumpía este esfuerzo por reemplazar a Tyler.
El 15 de febrero de 2010, se anunció que Aerosmith iba a encabezar el Download Festival en el Donington Park, Inglaterra, en junio de 2010. Steven Tyler estaba confirmado como el líder del espectáculo por el gestor del festival Andy Copping. También se anunció que la banda procedería la fecha del 13 de junio con una aparición en el Sweden Rock Festival el 10 de junio en Sölvesborg. Durante el show de Donington, Perry celebró la posición de Tyler como el líder apodándolo como "el mejor líder del rock and roll". El 24 de febrero, la banda anunció el primer grupo de fechas para su próxima gira Cocked, Locked, Ready to Rock. La gira vio a la banda tocar siete fechas en Sudamérica y en Centroamérica en mayo, seguidas por once en Europa en junio y principios de julio. La banda tocó en Colombia, Perú y Grecia por primera vez en su carrera gracias a esta gira. La banda también realizó 24 conciertos en Norteamérica a fines de julio, agosto y septiembre. Muchos de los conciertos fueron en lugares que la banda canceló en 2009. Como parte de la gira, la banda tocó en el parque Fenway de Boston junto a sus compañeros bostonianos J. Geils Band.

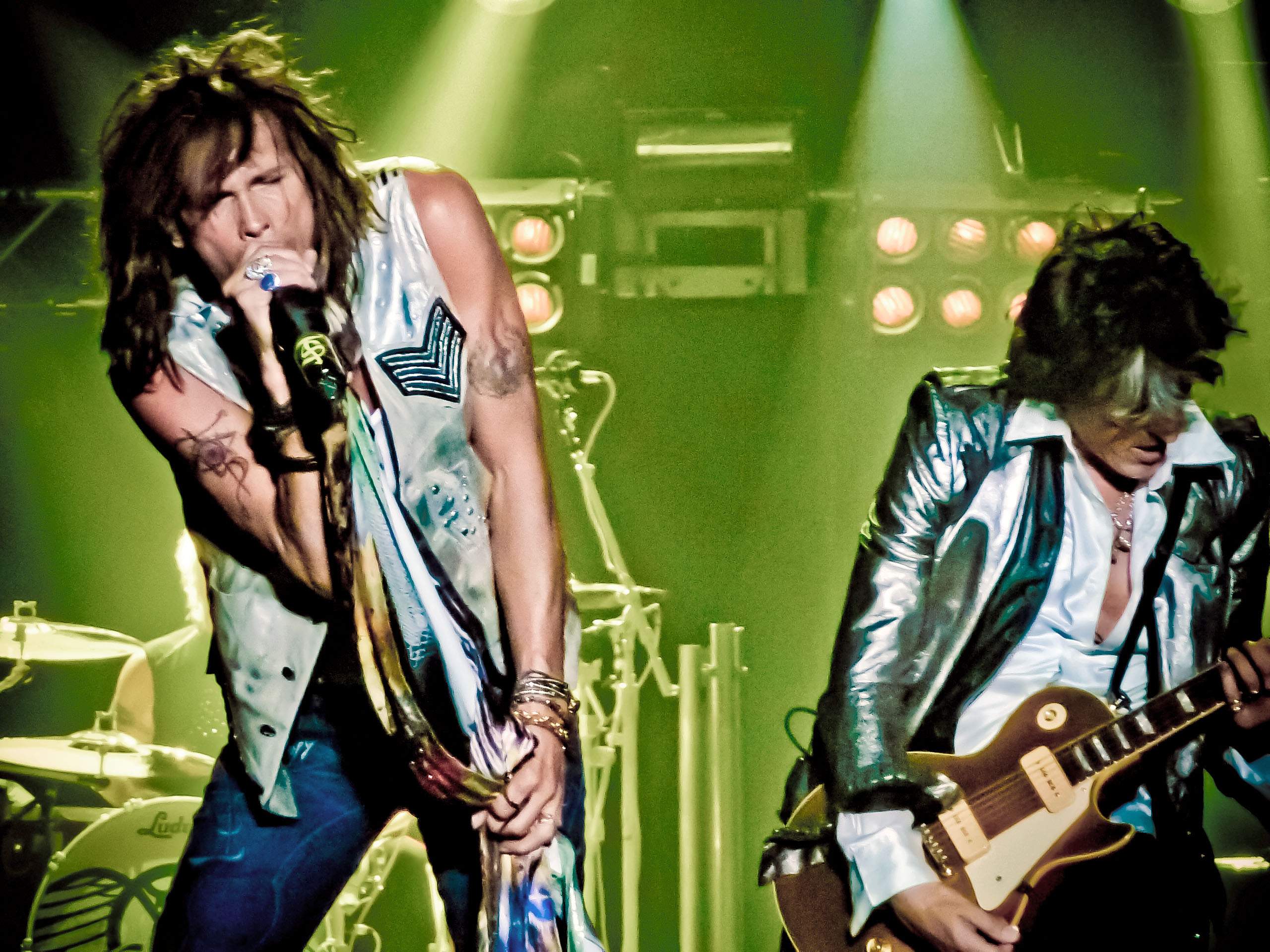
Steven Tyler y Joe Perry en vivo 2010.

En junio de 2010, Keystone Entertainment abofeteó a Aerosmith con una demanda de 6 millones de dólares por la cancelación de último minuto de las fechas de conciertos en Canadá en 2009. Los intentos de la compañía de reprogramar fechas con la banda con el fin de recuperar las pérdidas que exceden los 10 millones de dólares, según se informa, fueron ignorados, dando lugar a la demanda. A partir del 23 de julio, Aerosmith había reprogramado fechas en Canadá para su gira Cocked, Locked, Ready to Rock; sin embargo, Keystone no retiró su demanda después de que se programaran nuevas fechas de conciertos en Canadá.
Surgieron problemas en la gira Cocked, Locked, and Ready to Rock en agosto de 2010, incluyendo el accidental golpe de Tyler hacia Perry en la cabeza con su micrófono de pie en un show de Wantagh, Nueva York y el choque de Perry con Tyler en un show en Toronto, lo que causó que Tyler cayera del escenario. Perry sufrió una lesión menor en el concierto de Wantagh y Tyler fue ayudado por fanes y Perry en el show de Toronto, y ambos continuaron la actuación.
Por el mismo tiempo que estos incidentes, nuevamente surgió tensión entre Perry y Tyler por la decisión de Tyler en convertirse en juez de talentos en American Idol. Perry criticó a Tyler por no consultarlo con el resto de la banda, diciendo que él "se enteró de eso en Internet, como el resto del mundo" y que nadie más en la banda sabía nada al respecto. El 18 de agosto, se informó que Tyler había firmado oficialmente con el programa. Cuando se le preguntó sobre el tema a Perry en octubre, él declaró que había entendido las razones de Tyler y que le deseaba suerte, pero dijo que estaría buscando diferentes proyectos - "Estoy cansado de esperar, así que no voy a dejar pasar nada ahora".
Mientras se anunciaba la gira Cocked, Locked, and Ready to Rock, Tyler y Perry anunciaron que el próximo proyecto en sus agendas era un nuevo álbum de Aerosmith, el primero del grupo desde Honkin' on Bobo de 2004. El grupo grabó algo con el productor Brendan O'Brien en 2008, pero se detuvieron debido a problemas de salud de Tyler. El 5 de noviembre de 2010, Brad Whitford dijo que las sesiones de grabación se harían en Los Ángeles, donde se encuentra la sede de American Idol, y que una gira le seguiría.

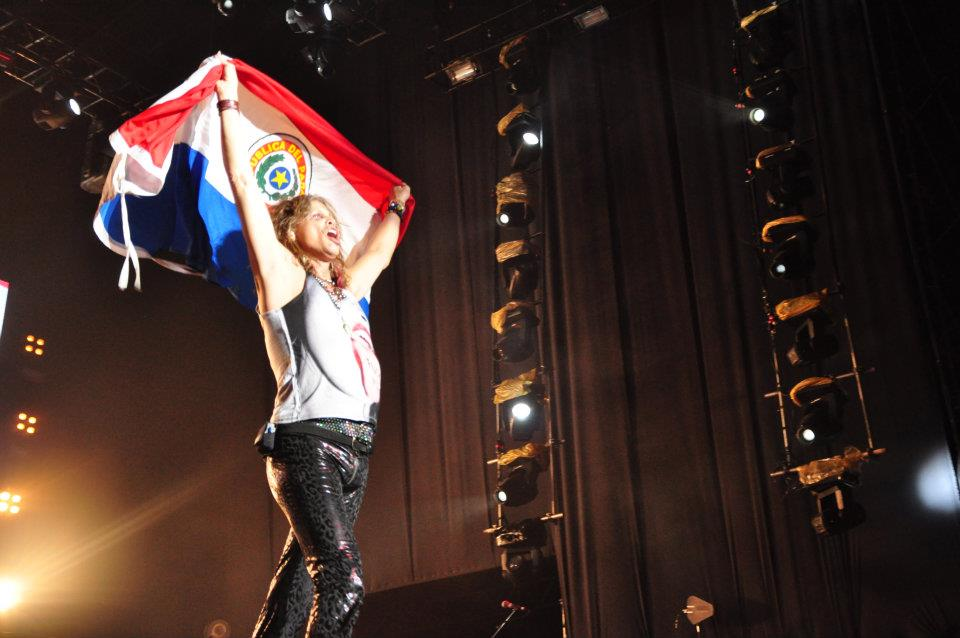
Steven Tyler portando la Bandera de Paraguay durante el concierto en Asunción, octubre de 2011

En una entrevista de noviembre de 2010 de NME.com, el baterista Joey Kramer confirmó que la banda tenía toda la intención de terminar y lanzar su retrasado álbum en 2011, declarando, "Realmente, en este momento, lo único que nos va a detener es si alguien muere. Aparte de eso, ya hemos pasado por lo que hemos pasado y pasamos la prueba del tiempo. ¿Qué más hay?". El 18 de enero de 2011, Tyler declaró "Joe (Perry) tiene algunos rasguños y yo tengo un montón de canciones que he escrito para mí y/o para Aerosmith" y que la banda empezaría a preparar el álbum esa semana.
El 20 de marzo de 2011, Aerosmith anunció nuevo álbum de grandes éxitos titulado "Tough Love: Best Of The Ballads", que fue lanzado el 10 de mayo de 2011. La banda tuvo hasta 18 conciertos programados en su gira Back On the Road Tour 2011, realizada entre octubre y diciembre en Hispanoamérica y Japón, incluyendo actuaciones en Chile (CANCELADO), Paraguay, Argentina, Perú, Ecuador, Colombia, Panamá, Brasil, México (3) y Japón (8 conciertos).

### Music From Another Dimension(2012-2015)
El 26 de marzo del 2012, Aerosmith anuncia una gira de verano con Cheap Trick titulada "Global Warming Tour". La gira comenzaría el 16 de junio en Mineápolis y se llevará a las bandas de 21 localidades a través de Norteamérica a través de 8 de agosto. El 23 de mayo estrenaron un nuevo sencillo, "Legendary Child", en el final de temporada de American Idol. Poco después, se anunció su decimoquinto álbum de estudio, Music From Another Dimension, el cual se estrenó el 6 de noviembre de 2012. El 6 de junio del 2013, en su gira por Latinoamérica, llega por tercera vez a Costa Rica, [ esta vez con el Global Warming Tour y aunque se planeaba que fuese en el Estadio Saprissa, el éxito de venta de entradas hizo que los productores pasaran el evento al Estadio Nacional. Como parte del Global Warming Tour el grupo hace su llegada a El Salvador y luego a Guatemala por primera vez, el 6 de octubre en el Estadio Cementos Progreso, agotando las localidades en su totalidad.
El 9 de octubre de 2013 toca por primera vez en Uruguay para aproximadamente 22.000 espectadores. En ocasión de esta primera visita al país, mantienen una reunión con el presidente uruguayo, José Mujica. El 28 de octubre actuaron en la Arena Ciudad de México (México) ante más de 15 000 personas.

### Últimos años y retirada de los escenarios (2016-2024)
En junio de 2016, Steven Tyler confirmó que el grupo se iba a separar y se haría una "gira de despedida" prevista para 2017. En julio, sin embargo, Joe Perry matizó estas declaraciones, comentando en una nota para la revista Rolling Stone que: “En este punto de nuestras vidas y carrera, tal vez está bien decir ‘OK, es el final de una era, pero hay una nueva en el horizonte’. Así que no sé si será cómodo decir ‘Tour de despedida’ y hacerlo más grande de lo que es”.
En agosto de 2018, la banda anunció que tendría un espectáculo fijo en el nuevo Park MGM de Las Vegas, en el antiguo hotel y casino Montecarlo. En principio estuvieron previstos 18 conciertos durante 2019, comenzando en abril y terminando el total de la gira el 4 de junio de 2020. Pero a causa de las medidas tomadas por algunos países asociadas con el COVID-19 se generaron diversas cancelaciones, como en el caso de Sudamérica, Europa y Estados Unidos. Asimismo, la banda se solidarizó emitiendo un mensaje de prevención y responsabilidad siguiendo la tendencia de muchas bandas con el hashtag #BeatTheVirus el 16 de marzo de 2020 por medio de su cuenta oficial de Instagram. Habría compartido escenario con Lady Gaga en algunas ocasiones.
En 7 de diciembre de 2020, por medio de su página oficial https://www.aerosmith.com, la banda anunció la reprogramación de la gira por Europa, logrando retomar el compromiso con sus aficionados hacia el 2021.
En mayo de 2023 anunciaron que se despedirían de los escenarios con su gira “Peace Out” que empezaría en septiembre, la cual abarcaría Estados Unidos y Canadá. Sin embargo, esta se suspendió definitivamente tras la rotura de laringe que sufrió el cantante Steven Tyler. Después de un año trabajando para recuperar su voz, finalmente no pudo lograrlo, por lo que en agosto de 2024 la banda hizo oficial su retirada de los escenarios. Perry ha declarado que no descarta nueva música de Aerosmith.

## Miembros

### Actuales
- Steven Tyler: voz, teclados, armónica (1970-presente)
- Tom Hamilton: bajo, coros (1970-presente)
- Joey Kramer: batería (1970-presente)
- Joe Perry: guitarra líder, coros (1970-1980, 1984-presente)
- Brad Whitford: guitarra rítmica (1971-1981, 1984-presente).

### Antiguos
- Ray Tabano: guitarra rítmica (1970-1971)
- Jimmy Crespo: guitarra líder, coros (1979-1984)
- Rick Dufay: guitarra rítmica (1981-1984)

## Discografía
Para una lista completa de todas las canciones, ver Lista de canciones de Aerosmith
- Aerosmith (1973).
- Get Your Wings (1974).
- Toys in the Attic (1975)
- Rocks (1976).
- Draw the Line (1977).
- Night in the Ruts (1979).
- Rock in a Hard Place (1982).
- Done with Mirrors (1985).
- Permanent Vacation (1987).
- Pump (1989)
- Get a Grip (1993).
- Nine Lives (1997).
- Just Push Play (2001).
- Honkin' on Bobo (2004).
- Music from Another Dimension! (2012).

Referencia de discografía

## Filmografía y videografía
Además de grabar y tocar música en vivo, Aerosmith también ha estado involucrado con el cine, la televisión, videojuegos y videos musicales. En 1978, la banda interpretó el papel de la "Future Villain Band" en la película Sgt. Pepper's Lonely Hearts Club Band. Más tarde, a principios de 1990, Aerosmith hizo más apariciones, como en Wayne's World, el sketch en Saturday Night Live en 1990, aparecieron en el episodio Flaming Moe's de Los Simpson en 1991, con ello se convirtieron en la primera banda en aparecer en esa serie animada y en la película Wayne's World 2 en 1993. También destacó su aparición en la exitosa comedia 2005 Be Cool, protagonizada por John Travolta, Uma Thurman, Dwayne "The Rock " Johnson, Cedric the Entertainer y Vince Vaughn. Steven Tyler juega un papel importante, ayuda a Chili Palmer (Travolta) y Edie Athens (Thurman) a ayudar a Linda Moon (Christina Milian) a convertirse en estrella de la música pop.
Aerosmith ha sido objeto de varios videojuegos como Revolución X en 1994, Quest For Fameen 1995, y Guitar Hero: Aerosmith, en junio de 2008. La banda también ha realizado más de 30 videos musicales importantes, y publicado siete videos caseros o DVD.

## Conciertos y giras
- 1970-72: Club Days Tour
- 1973: Aerosmith Tour
- 1974: Get Your Wings Tour
- 1975: Toys in the Attic Tour
- 1976-77: Rocks Tour
- 1977-78: Aerosmith Express Tour (de soporte a Draw the Line)
- 1978: Live! Bootleg Tour
- 1979-80: Night in the Ruts Tour
- 1982-83: Rock in a Hard Place Tour
- 1984: Back in the Saddle Tour
- 1985-86: Done with Mirrors Tour
- 1987-88: Permanent Vacation Tour
- 1989-90: Pump Tour
- 1993-94: Get a Grip Tour
- 1997-99: Nine Lives Tour
- 1999-2000: Roar of the Dragon Tour
- 2001-02: Just Push Play Tour
- 2002: Girls of Summer Tour
- 2003: Rocksimus Maximus Tour
- 2004: Honkin' on Bobo Tour
- 2005-06: Rockin' the Joint Tour
- 2006: Route of All Evil Tour
- 2007: World Tour 2007
- 2009: Aerosmith/ZZ Top Tour
- 2010: Cocked, Locked, Ready to Rock Tour
- 2011: Back On The Road Tour
- 2012-2013: The Global Warming Tour (en soporte a Music From Another Dimension!)
- 2014: Let Rock Rule
- 2016: Rock and Roll Rumble - Aerosmith Style
- 2017-18: Aero-Vederci Baby! Tour
- 2019-22: Aerosmith: Deuces are Wild
- 2023-24: Peace Out: The Farewell Tour

## Tributos
- The Simpsons. Flaming Moe's (1991)
- The Same Old Song And Dance (1999)
- Right In The Nuts|Right In The Nuts: A Tribute to Aerosmith (2000)
- Pickin' on Aerosmith: A Bluegrass Tribute (2000)
- Aerosmithsonian: Aerosmith Tribute (2001)
- Janie's Got A Gun: A Tribute To Aerosmith (2001)
- Sweet Emotion: Songs of Aerosmith Blues On Fire (2001)
- Let The Tribute Do The Talkin' a.k.a. One Way Street (2001)
- One Way Street - A Tribute To Aerosmith (2002)
- MTV Icon: Aerosmith (2002) (TV)
- The String Quartet Tribute to Aerosmith (2003)
- Guns N' Roses and Aerosmith - A Tribute performed by Studio 99 (2004)
- Guitar Hero: Aerosmith (2007-2008)
- Atracción "Rock 'n' Roller Coaster Starring Aerosmith" en ´Disney´s Hollywood Studios´, en Walt Disney World Resort y en 'Walt Disney Studios', en Disneyland Resort Paris.
- WWE SummerSlam 2009: Main Theme Song "You gotta move"
- Get a Grip - Tributo de Aerosmith (2010- Actual)
- (Anime/manga) Jojo's Bizarre Adventure: Golden Wind - Narancia Ghirga's Stand [Aerosmith "Lil' Bumber"] (2018-2019)

## Premios y logros
A pesar de la popularidad y éxito de la banda en los años setenta, no fue hasta su regreso a fines de los años ochenta y noventa que comenzaron a ganar premios y mayor reconocimiento. En 1987, Aerosmith ganó "Soul Train Music Award por Mejor Rap - Sencillo" por su remezcla de "Walk this Way" con Run-D.M.C. En 1990, Aerosmith ganó el primer premio Grammy a Mejor Interpretación Rock por un Dúo o Grupo con Vocales, y ganaron cuatro premios (todos ellos en los noventa) por "Janie's Got a Gun", "Livin' on the edge", "Crazy" y "Pink". Aerosmith es la segunda banda en tener más premios en esa categoría por debajo de U2.
Además, los videos musicales de Aerosmith ganaron numerosos premios en los años noventa. Aerosmith se ubica en el puesto número cuatro en el ranking de los artistas más exitosos de todos los tiempos MTV Video Music Awards (VMAs) con diez premios ganados hasta la fecha. Aerosmith también es la banda más premiada de todos los tiempos en las categorías de Mejor Video Rock (con cuatro ganados) y Viewer's Choice (con tres ganados). Aerosmith ganó en las categorías "Video del Año", "Mejor Video de un Grupo" y "Mejor Video para un Filme". Los videos por los que Aerosmith ha ganado VMAs son Janie's Got a Gun" (2 premios), "The Other Side", "Livin' on the Edge", "Cryin'" (3 premios), "Falling in Love (Is Hard on the Knees)", "Pink", y "I Don't Want to Miss a Thing".
Tras el curso de sus carreras, (sobre todo desde los noventa en adelante), Aerosmith ha recibido American Music Awards, cuatro Billboard Music Awards, dos People's Choice Awards, dieciséis Boston Music Awards, y numerosos otros premios y honores. Entre algunos de los premios que Aerosmith ha recibido se encuentran la inclusión al Hollywood's Rock Walk en 1990, una declaración del "Día de Aerosmith" en el estado de Massachusetts por el entonces gobernador William Weld el 13 de abril de 1993, la inclusión al the Rock and Roll Hall of Fame en 2001, y el haber sido honrados con el premio mtvICON en 2002.
En los campos de tecnología y videojuegos, Aerosmith ha alcanzado numerosas hazañas. En 1994, la banda lanzó la canción "Head First" en el servicio en línea de CompuServe, el cual es considerado como el primer producto de larga duración disponible en línea. En el 2008, Aerosmith se convirtió en el primer artista en tener un completo Guitar Hero basado en ellos con Guitar Hero: Aerosmith.

### Posiciones en las listas
- "Dream On", "Toys in the Attic", y "Walk This Way" (con Run-D.M.C.) están incluidas entre las 500 Canciones que le dieron forma al Rock and Roll del Salón de la Fama del Rock and Roll
- En 1993, "Rolling Stone: El Top 100 de Videoclips" incluyó a "Walk This Way" (c/ Run-D.M.C.) en el puesto 11 y a "Janie's Got a Gun" en el puesto 95.
- En 1999, "MTV: Los 100 Mejores Videos Jamás Hechos" incluyó a "Walk This Way" (c/ Run-D.M.C.) en el puesto 5 y a "Janie's Got a Gun" en la posición 48.
- En el 2000, "VH1: Las Mejores Songs de Rock" incluyó a "Walk This Way" en el puesto 35 y a "Dream On" en el puesto 47.
- En el 2000, fueron posicionados los número 11 en la lista de VH1 "Los 100 más Grandes Artistas de Hard Rock".
- En el 2001, "VH1: Los 100 Mejores Videos" incluyó a "Walk This Way" (c/ Run-D.M.C.) en el puesto 11, a "Crazy" en el puesto 23, y a "Janie's Got a Gun" en el puesto 48.
- En el 2003, la lista Los Mejores 100 Álbumes de Todos los Tiempos de Rolling Stone incluyó a Rocks en el puesto 176 y a Toys in the Attic en el puesto 228.
- En el 2003, "VH1: Las 100 Mejores Canciones de los últimos 25 Años" incluyó "I Don't Want to Miss a Thing" en el puesto 45.
- En el 2004, la lista Las 500 Mejores Canciones de Todos los Tiempos de Rolling Stone incluyó "Dream On" en el puesto 172, "Walk This Way" (con Run-D.M.C.) en el 287, "Walk This Way" (la original) en el 336, y "Sweet Emotion" en el 408.
- En el 2004, fueron posicionados los número 18 en las listas de éxitos "Top de Artistas Pop de los Últimos 25 Años".
- En el 2004, Rolling Stone posicionó a Aerosmith en el puesto 57 de su lista de los 100 Mejores Artistas de Todos los Tiempos.
- En el 2008, Rolling Stone posicionó la versión original de "Walk This Way" en el puesto 34 en su lista de Las 100 Mejores Canciones de Guitarra de Todos los Tiempos.
- En el 2009, "Las Mejores Canciones de Hard Rock de VH1" posicionó a "Walk This Way" (la original) en el puesto 8.
- En el 2010, "Los 100 Mejores Artistas de Todos los Tiempos de VH1" posicionó a Aerosmith en el puesto 30.
- En el 2011, "Las 100 mejores canciones de los 00 de VH1" posicionó a Jaded en el puesto 86.